# Губерт Піларскі
Губерт Піларскі (нім. Hubert Pilarski; 19 жовтня 1913, Гельзенкірхен — 5 жовтня 1996, Кельн) — німецький військовослужбовець, оберфенріх вермахту (1945), гауптфельдфебель бундесверу. Кавалер Лицарського хреста Залізного хреста з дубовим листям.

## Біографія
В 1934/36 роках проходив строкову службу в 9-му піхотному полку. В серпні 1939 року призваний в армію і на початку 1940 року зарахований в 511-й піхотний полк 293-ї піхотної дивізії. Учасник Французької кампанії та Німецько-радянської війни. З 1943 року — командир взводу 8-ї (кулеметної) роти 948-го гренадерського полку. Відзначився у боях під Тернополем. В 1945 році — ордонанс-офіцер штабу свого полку. В 1950-х роках вступив на службу в бундесвер. 31 березня 1966 року вийшов у відставку.

## Нагороди
- Залізний хрест
  - 2-го класу (11 серпня 1940)
  - 1-го класу (5 серпня 1941)
- Медаль «За зимову кампанію на Сході 1941/42»
- Лицарський хрест Залізного хреста з дубовим листям
  - лицарський хрест (4 серпня 1943)
  - дубове листя (№493; 9 червня 1944)